# ایوانا مادروگا
 ایوانا مادروگا (انگلیسی: Ivanna Madruga؛ زادهٔ ۲۷ ژانویهٔ ۱۹۶۱) یک تنیس‌باز اهل آرژانتین است.